# Olaszország az 1988. évi téli olimpiai játékokon
Olaszország a kanadai Calgaryban megrendezett 1988. évi téli olimpiai játékok egyik részt vevő nemzete volt. Az országot az olimpián 8 sportágban 58 sportoló képviselte, akik összesen 5 érmet szereztek.

## Érmesek
| Érem  | Versenyző                                                     | Sportág  | Versenyszám                  |
| ----- | ------------------------------------------------------------- | -------- | ---------------------------- |
| Arany | Alberto Tomba                                                 | Alpesisí | Férfi műlesiklás             |
| Arany | Alberto Tomba                                                 | Alpesisí | Férfi óriás-műlesiklás       |
| Ezüst | Maurilio De Zolt                                              | Sífutás  | Férfi 50 km                  |
| Bronz | Johann Passler                                                | Biatlon  | Férfi 20 km egyéni indításos |
| Bronz | Werner Kiem Gottlieb Taschler Johann Passler Andreas Zingerle | Biatlon  | Férfi 4 × 7,5 km váltó       |

## Alpesisí
Férfi
| Versenyző           | Versenyszám            | 1. futam      | 1. futam      | 2. futam | 2. futam | Összesítés    | Összesítés    |
| Versenyző           | Versenyszám            | Idő           | Hely.         | Idő      | Hely.    | Idő           | Helyezés      |
| ------------------- | ---------------------- | ------------- | ------------- | -------- | -------- | ------------- | ------------- |
| Ivano Camozzi       | Műlesiklás             | nem ért célba | nem ért célba | kiesett  | kiesett  | kiesett       | kiesett       |
| Ivano Camozzi       | Óriás-műlesiklás       | 1:05,86       | 6.            | 1:02,91  | 6.       | 2:08,77       | 4.            |
| Ivano Camozzi       | Szuperóriás-műlesiklás |               |               |          |          | 1:42,66       | 10.           |
| Igor Cigolla        | Lesiklás               |               |               |          |          | 2:05,85       | 31.           |
| Carlo Gerosa        | Műlesiklás             | 53,06         | 13.           | kizárták | kizárták | kiesett       | kiesett       |
| Carlo Gerosa        | Óriás-műlesiklás       | 1:06,90       | 18.           | 1:04,75  | 24.      | 2:11,65       | 17.           |
| Carlo Gerosa        | Szuperóriás-műlesiklás |               |               |          |          | 1:45,82       | 26.           |
| Heinz Holzer        | Óriás-műlesiklás       | 1:08,08       | 28.           | 1:05,20  | 27.      | 2:13,28       | 27.           |
| Heinz Holzer        | Szuperóriás-műlesiklás |               |               |          |          | 1:42,88       | 11.           |
| Michael Mair        | Lesiklás               |               |               |          |          | nem ért célba | nem ért célba |
| Danilo Sbardellotto | Lesiklás               |               |               |          |          | 2:02,69       | 10.           |
| Alberto Tomba       | Műlesiklás             | 51,62         | 3.            | 47,85    | 2.       | 1:39,47       |               |
| Alberto Tomba       | Óriás-műlesiklás       | 1:03,91       | 1.            | 1:02,46  | 2.       | 2:06,37       |               |
| Alberto Tomba       | Szuperóriás-műlesiklás |               |               |          |          | nem ért célba | nem ért célba |
| Oswald Tötsch       | Műlesiklás             | 52,44         | 9.            | 48,11    | 3.       | 1:40,55       | 8.            |

| Versenyző           | Versenyszám | Lesiklás | Lesiklás | Lesiklás | Műlesiklás | Műlesiklás | Műlesiklás | Műlesiklás | Műlesiklás | Műlesiklás | Műlesiklás | Összesítés | Összesítés |
| Versenyző           | Versenyszám | Lesiklás | Lesiklás | Lesiklás | 1. futam   | 1. futam   | 2. futam   | 2. futam   | Össz.      | Össz.      | Össz.      | Összesítés | Összesítés |
| Versenyző           | Versenyszám | Idő      | Pont     | Hely.    | Idő        | Hely.      | Idő        | Hely.      | Idő        | Pont       | Hely.      | Pont       | Helyezés   |
| ------------------- | ----------- | -------- | -------- | -------- | ---------- | ---------- | ---------- | ---------- | ---------- | ---------- | ---------- | ---------- | ---------- |
| Igor Cigolla        | Összetett   | 1:50,86  | 43,71    | 21.      | nem indult | nem indult | kiesett    | kiesett    | kiesett    | kiesett    | kiesett    | kiesett    | kiesett    |
| Danilo Sbardellotto | Összetett   | 1:49,57  | 29,47    | 12.      | nem indult | nem indult | kiesett    | kiesett    | kiesett    | kiesett    | kiesett    | kiesett    | kiesett    |
| Oswald Tötsch       | Összetett   | 1:57,83  | 120,65   | 43.      | 44,32      | 6.**       | 42,32      | 1.         | 1:26,64    | 13,49      | 6.         | 134,14     | 18.        |

Női
| Versenyző           | Versenyszám            | 1. futam | 1. futam | 2. futam      | 2. futam      | Összesítés | Összesítés |
| Versenyző           | Versenyszám            | Idő      | Hely.    | Idő           | Hely.         | Idő        | Helyezés   |
| ------------------- | ---------------------- | -------- | -------- | ------------- | ------------- | ---------- | ---------- |
| Nadia Bonfini       | Műlesiklás             | 51,95    | 23.      | nem ért célba | nem ért célba | kiesett    | kiesett    |
| Nadia Bonfini       | Óriás-műlesiklás       | kizárták | kizárták | kiesett       | kiesett       | kiesett    | kiesett    |
| Paola Magoni-Sforza | Műlesiklás             | 50,42    | 9.       | 49,34         | 5.            | 1:39,76    | 7.         |
| Paola Magoni-Sforza | Óriás-műlesiklás       | 1:01,65  | 16.      | nem ért célba | nem ért célba | kiesett    | kiesett    |
| Michaela Marzola    | Lesiklás               |          |          |               |               | 1:28,69    | 19.        |
| Michaela Marzola    | Szuperóriás-műlesiklás |          |          |               |               | 1:20,91    | 7.*        |

| Versenyző        | Versenyszám | Lesiklás | Lesiklás | Lesiklás | Műlesiklás | Műlesiklás | Műlesiklás | Műlesiklás | Műlesiklás | Műlesiklás | Műlesiklás | Összesítés | Összesítés |
| Versenyző        | Versenyszám | Lesiklás | Lesiklás | Lesiklás | 1. futam   | 1. futam   | 2. futam   | 2. futam   | Össz.      | Össz.      | Össz.      | Összesítés | Összesítés |
| Versenyző        | Versenyszám | Idő      | Pont     | Hely.    | Idő        | Hely.      | Idő        | Hely.      | Idő        | Pont       | Hely.      | Pont       | Helyezés   |
| ---------------- | ----------- | -------- | -------- | -------- | ---------- | ---------- | ---------- | ---------- | ---------- | ---------- | ---------- | ---------- | ---------- |
| Michaela Marzola | Összetett   | 1:17,95  | 23,00    | 6.       | 43,65      | 17.        | 44,57      | 16.        | 1:28,22    | 62,34      | 16.        | 85,34      | 10.        |

* - egy másik versenyzővel azonos eredményt ért el

** - két másik versenyzővel azonos eredményt ért el

## Biatlon
| Versenyző                                                     | Versenyszám      | Lövőhiba | Időeredmény | Helyezés |
| ------------------------------------------------------------- | ---------------- | -------- | ----------- | -------- |
| Pieralberto Carrara                                           | 10 km sprint     | 2        | 26:32,7     | 13.      |
| Werner Kiem                                                   | 20 km egyéni     | 7        | 1:04:00,3   | 43.      |
| Roberto Marchesi                                              | 10 km sprint     | 2        | 27:36,7     | 33.      |
| Johann Passler                                                | 10 km sprint     | 2        | 26:07,7     | 8.       |
| Johann Passler                                                | 20 km egyéni     | 2        | 57:10,1     |          |
| Gottlieb Taschler                                             | 20 km egyéni     | 3        | 58:53,6     | 11.      |
| Andreas Zingerle                                              | 10 km sprint     | 2        | 26:33,0     | 15.      |
| Andreas Zingerle                                              | 20 km egyéni     | kizárták | kizárták    | kizárták |
| Werner Kiem Gottlieb Taschler Johann Passler Andreas Zingerle | 4 × 7,5 km váltó | 0        | 1:23:51,5   |          |

## Bob
| Versenyző                                                             | Versenyszám | 1. futam | 1. futam | 2. futam | 2. futam | 3. futam | 3. futam | 4. futam | 4. futam | Összesítés | Összesítés |
| Versenyző                                                             | Versenyszám | Idő      | Hely.    | Idő      | Hely.    | Idő      | Hely.    | Idő      | Hely.    | Idő        | Helyezés   |
| --------------------------------------------------------------------- | ----------- | -------- | -------- | -------- | -------- | -------- | -------- | -------- | -------- | ---------- | ---------- |
| Alex Wolf Georg Beikircher                                            | Kettes      | 59,35    | 28.      | 59,65    | 9.       | 1:00,32  | 9.       | 1:00,03  | 17.      | 3:59,35    | 17.        |
| Ivo Ferriano Stefano Ticci                                            | Kettes      | 58,25    | 14.      | 1:00,60  | 24.      | 1:01,08  | 19.      | 1:00,21  | 19.      | 4:00,14    | 19.        |
| Alex Wolf Pasguale Gesuito Georg Beikircher Stefano Ticci             | Négyes      | 57,20    | 15.      | 57,72    | 9.       | 56,53    | 7.       | 58,01    | 10.      | 3:49,46    | 10.        |
| Roberto D’Amico Thomas Rottensteiner Paolo Scaramuzza Andrea Meneghin | Négyes      | 57,69    | 20.      | 58,65    | 21.      | 57,50    | 20.      | 58,04    | 11.      | 3:51,88    | 19.        |

## Gyorskorcsolya
Férfi
| Versenyző      | Versenyszám | Eredmény | Helyezés |
| -------------- | ----------- | -------- | -------- |
| Bruno Milesi   | 5000 m      | 6:54,93  | 15.      |
| Bruno Milesi   | 10 000 m    | 14:23,84 | 13.      |
| Roberto Sighel | 5000 m      | 6:53,04  | 11.      |
| Roberto Sighel | 10 000 m    | 14:13,60 | 7.       |

Női
| Versenyző   | Versenyszám | Eredmény | Helyezés |
| ----------- | ----------- | -------- | -------- |
| Elena Belci | 3000 m      | 4:27,21  | 13.      |
| Elena Belci | 5000 m      | 7:37,23  | 12.      |

## Műkorcsolya
| Versenyző             | Versenyszám  | Kötelező elemek   | Kötelező elemek | Kötelező elemek | Rövid program     | Rövid program | Rövid program | Kűr               | Kűr   | Kűr         | Összesítés         | Összesítés |
| Versenyző             | Versenyszám  | Több. hely. száma | Hely.           | Hely. pont.     | Több. hely. száma | Hely.         | Hely. pont.   | Több. hely. száma | Hely. | Hely. pont. | Helyezési pontszám | Helyezés   |
| --------------------- | ------------ | ----------------- | --------------- | --------------- | ----------------- | ------------- | ------------- | ----------------- | ----- | ----------- | ------------------ | ---------- |
| Alessandro Riccitelli | Férfi egyéni | 5×18+             | 20.             | 12,0            | 5×20+             | 20.           | 8,0           | 6×22+             | 22.   | 22,0        | 42,0               | 21.        |
| Beatrice Gelmini      | Női egyéni   | 5×15+             | 15.             | 9,0             | 5×18+             | 17.           | 6,8           | 6×12+             | 11.   | 11,0        | 26,8               | 11.        |

| Versenyző                     | Versenyszám | Kötelező elemek   | Kötelező elemek | Kötelező elemek | Rövid program     | Rövid program | Rövid program | Kűr               | Kűr   | Kűr         | Összesítés         | Összesítés |
| Versenyző                     | Versenyszám | Több. hely. száma | Hely.           | Hely. pont.     | Több. hely. száma | Hely.         | Hely. pont.   | Több. hely. száma | Hely. | Hely. pont. | Helyezési pontszám | Helyezés   |
| ----------------------------- | ----------- | ----------------- | --------------- | --------------- | ----------------- | ------------- | ------------- | ----------------- | ----- | ----------- | ------------------ | ---------- |
| Lia Trovati Roberto Pelizzola | Jégtánc     | 5×9+              | 10.             | 4,0             | 8×10+             | 10.           | 6,0           | 5×9+              | 10.   | 10,0        | 20,0               | 10.        |

## Sífutás
Férfi
| Versenyző                                                     | Versenyszám     | Eredmény  | Helyezés |
| ------------------------------------------------------------- | --------------- | --------- | -------- |
| Marco Albarello                                               | 15 km           | 42:48,6   | 9.       |
| Marco Albarello                                               | 30 km           | 1:26:09,1 | 8.       |
| Silvano Barco                                                 | 30 km           | 1:32:41,8 | 38.      |
| Fausto Bormetti                                               | 50 km           | 2:10:20,7 | 18.      |
| Maurilio De Zolt                                              | 15 km           | 42:31,2   | 6.       |
| Maurilio De Zolt                                              | 50 km           | 2:05:36,4 |          |
| Gianfranco Polvara                                            | 15 km           | 43:08,3   | 14.      |
| Gianfranco Polvara                                            | 30 km           | 1:26:02,7 | 7.       |
| Gianfranco Polvara                                            | 50 km           | 2:08:40,3 | 10.      |
| Giorgio Vanzetta                                              | 15 km           | 42:49,6   | 10.      |
| Giorgio Vanzetta                                              | 30 km           | 1:25:37,2 | 5.       |
| Albert Walder                                                 | 50 km           | 2:09:19,6 | 16.      |
| Silvano Barco Albert Walder Giorgio Vanzetta Maurilio De Zolt | 4 × 10 km váltó | 1:46:16,7 | 5.       |

Női
| Versenyző                                                       | Versenyszám    | Eredmény  | Helyezés |
| --------------------------------------------------------------- | -------------- | --------- | -------- |
| Clara Angerer                                                   | 5 km           | 16:20,4   | 24.      |
| Stefania Belmondo                                               | 10 km          | 31:47,2   | 19.      |
| Stefania Belmondo                                               | 20 km          | 1:01:36,9 | 29.      |
| Gabriella Carrel                                                | 5 km           | 17:08,8   | 42.      |
| Guidina Dal Sasso                                               | 5 km           | 16:26,4   | 27.      |
| Guidina Dal Sasso                                               | 10 km          | 31:16,7   | 11.*     |
| Guidina Dal Sasso                                               | 20 km          | 59:40,4   | 19.      |
| Elena Desderi                                                   | 20 km          | 1:02:54,8 | 36.      |
| Manuela Di Centa                                                | 5 km           | 15:57,2   | 18.      |
| Manuela Di Centa                                                | 10 km          | 31:50,2   | 20.      |
| Manuela Di Centa                                                | 20 km          | 57:55,2   | 6.       |
| Bice Vanzetta                                                   | 10 km          | 31:34,5   | 17.      |
| Clara Angerer Guidina Dal Sasso Elena Desderi Stefania Belmondo | 4 × 5 km váltó | 1:04:23,6 | 10.      |

* - egy másik versenyzővel azonos eredményt ért el

## Síugrás
| Versenyző        | Versenyszám | 1. ugrás | 1. ugrás | 2. ugrás | 2. ugrás | Összesítés | Összesítés |
| Versenyző        | Versenyszám | Pont     | Hely.    | Pont     | Hely.    | Pont       | Helyezés   |
| ---------------- | ----------- | -------- | -------- | -------- | -------- | ---------- | ---------- |
| Virginio Lunardi | Normálsánc  | 82,4     | 47.      | 79,8     | 45.      | 162,2      | 50.        |
| Virginio Lunardi | Nagysánc    | 85,4     | 41.*     | 65,5     | 47.      | 150,9      | 45.        |
| Sandro Sambugaro | Normálsánc  | 77,0     | 55.      | 88,5     | 24.      | 165,5      | 46.        |
| Sandro Sambugaro | Nagysánc    | 85,4     | 41.*     | 76,2     | 39.      | 161,6      | 39.        |

* - egy másik versenyzővel azonos eredményt ért el

## Szánkó
| Versenyző                        | Versenyszám | 1. futam | 1. futam | 2. futam | 2. futam | 3. futam | 3. futam | 4. futam | 4. futam | Összesítés | Összesítés |
| Versenyző                        | Versenyszám | Idő      | Hely.    | Idő      | Hely.    | Idő      | Hely.    | Idő      | Hely.    | Idő        | Helyezés   |
| -------------------------------- | ----------- | -------- | -------- | -------- | -------- | -------- | -------- | -------- | -------- | ---------- | ---------- |
| Kurt Brugger                     | Férfi egyes | 47,084   | 17.      | 47,362   | 20.      | 47,045   | 12.      | 47,130   | 12.      | 3:08,621   | 15.        |
| Paul Hildgartner                 | Férfi egyes | 46,844   | 12.      | 46,854   | 8.       | 46,764   | 6.       | 47,234   | 14.      | 3:07,696   | 10.        |
| Hansjörg Raffl                   | Férfi egyes | 46,590   | 7.       | 46,971   | 12.      | 46,893   | 10.      | 47,071   | 11.      | 3:07,525   | 8.         |
| Veronika Oberhuber               | Női egyes   | 46,720   | 12.      | 46,963   | 11.      | 47,118   | 15.      | 46,715   | 12.      | 3:07,516   | 13.        |
| Maria Luise Rainer               | Női egyes   | 47,142   | 16.      | 46,947   | 10.      | 47,064   | 14.      | 46,992   | 15.      | 3:08,145   | 15.        |
| Gerda Weissensteiner             | Női egyes   | 46,814   | 14.      | 47,183   | 14.      | 46,908   | 13.      | 46,760   | 13.      | 3:07,665   | 14.        |
| Kurt Brugger Wilfried Huber      | Kettes      | 46,125   | 7.       | 46,428   | 7.       |          |          |          |          | 1:32,553   | 7.*        |
| Bernhard Kammerer Walter Brunner | Kettes      | 46,381   | 11.      | 46,790   | 10.      |          |          |          |          | 1:33,171   | 9.         |

* - egy másik versenyzővel azonos eredményt ért el